# Toolamaa (Räpina)
Toolamaa (Duits: Tolama) is een plaats in de Estlandse gemeente Räpina, provincie Põlvamaa. De plaats heeft de status van dorp (Estisch: küla) en telt 55 inwoners (2021).

## Geschiedenis
Toolamaa behoorde tot het landgoed van Ruusa. De plaats werd voor het eerst genoemd in 1582 onder de naam Tholowa. Het landgoed Ruusa werd in de 18e eeuw bij het landgoed van Räpina gevoegd en omgezet in een veehouderij. In de vroege 19e eeuw werd Ruusa weer een apart landgoed, maar werd het bestuurscentrum verplaatst naar Toolamaa. De laatste eigenaar voordat het landgoed in 1919 door het onafhankelijk geworden Estland werd onteigend, was Ludwig Hammer.
Het landhuis van het landgoed, dat voor een deel in hout is opgetrokken, is bewaard gebleven. Het dateert uit de 18e eeuw, maar is verbouwd in de 19e eeuw. Tijdens de Revolutie van 1905 werd het landhuis geplunderd door opstandige pachters en landarbeiders.
In 1977 kreeg Toolamaa officieel de status van dorp.

## Foto's

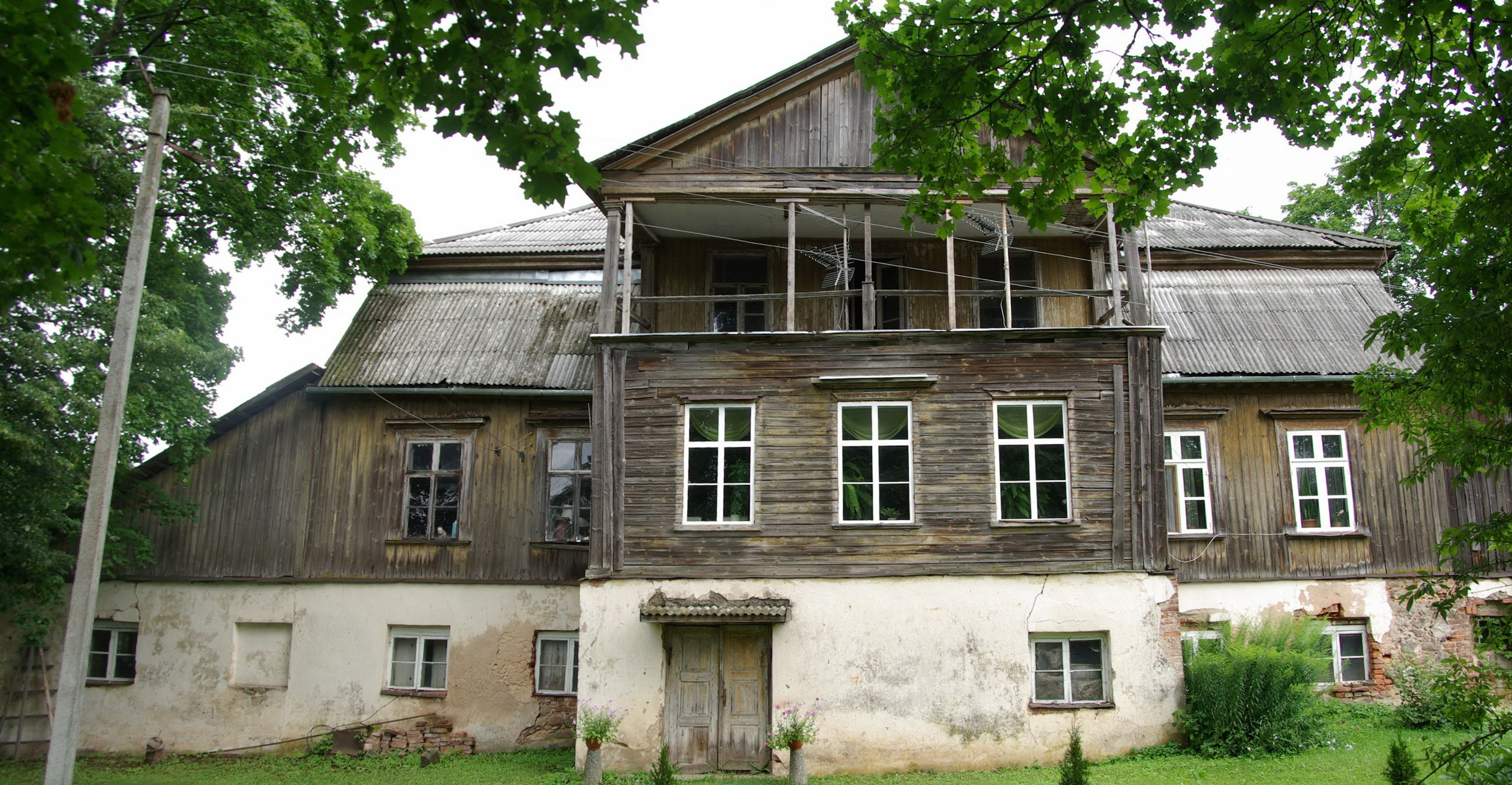
Het landhuis van Toolamaa, voorzijde
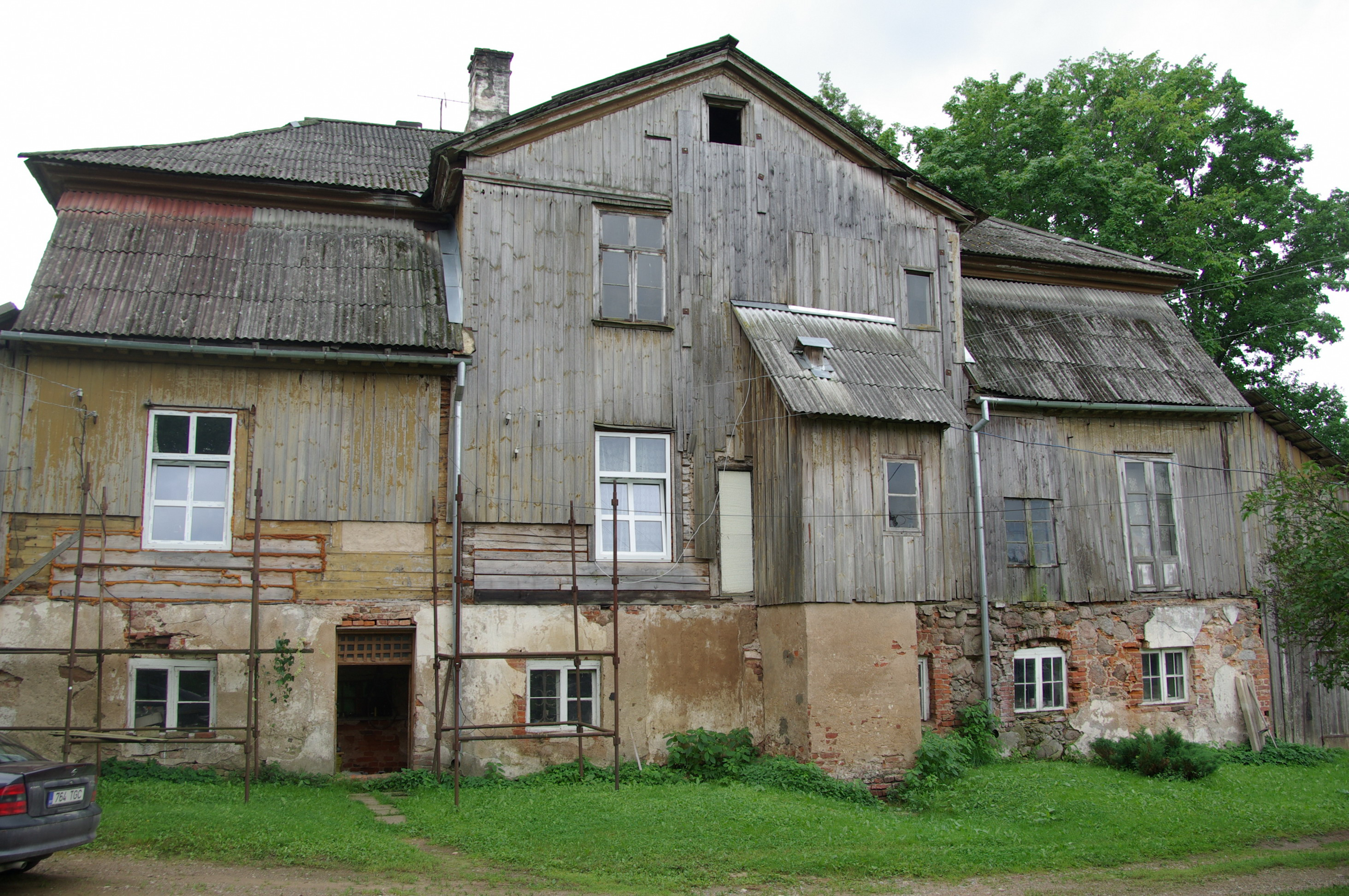
Het landhuis van Toolamaa, achterzijde
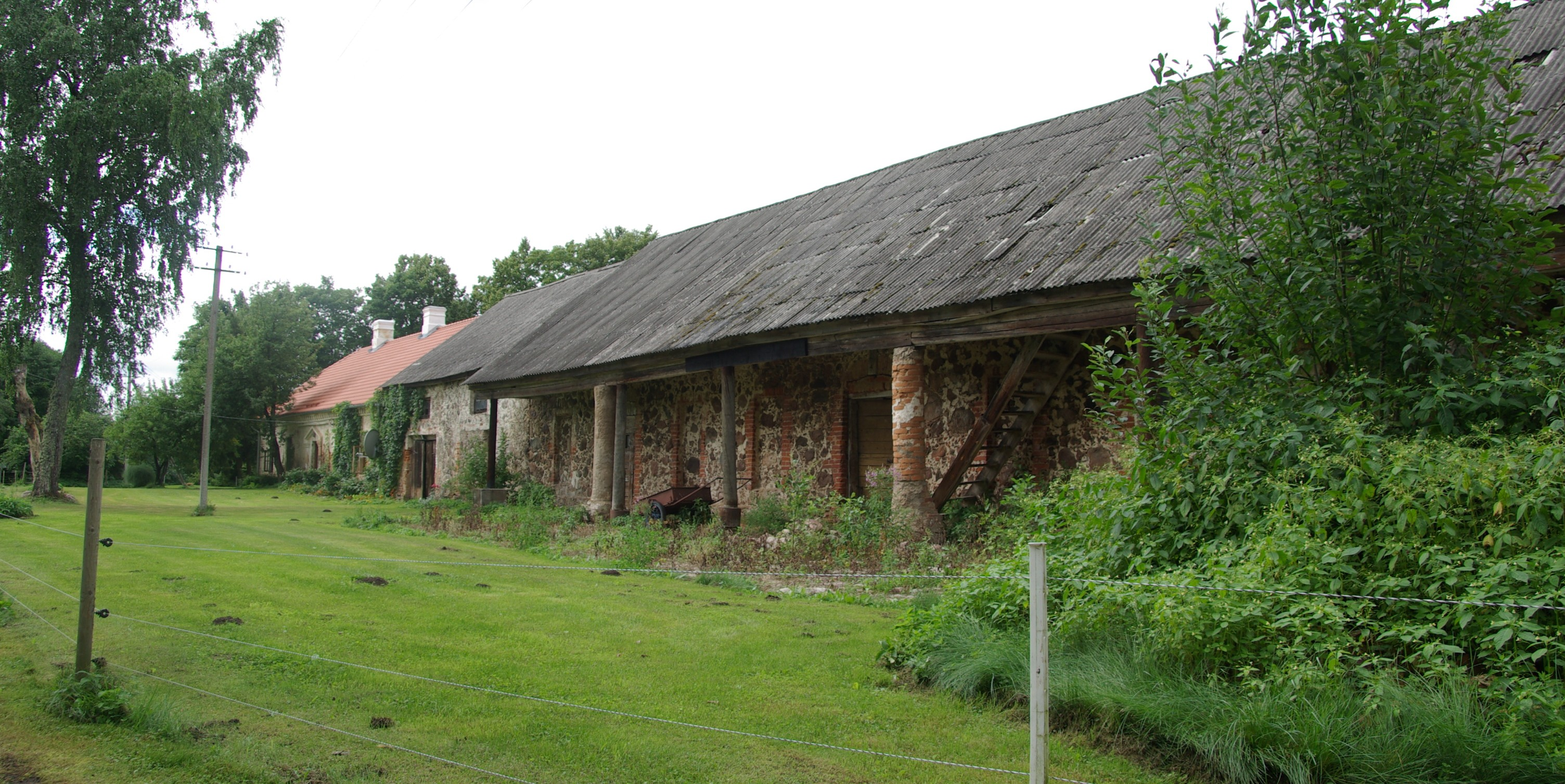
Pachterswoning met stal